# توپولف

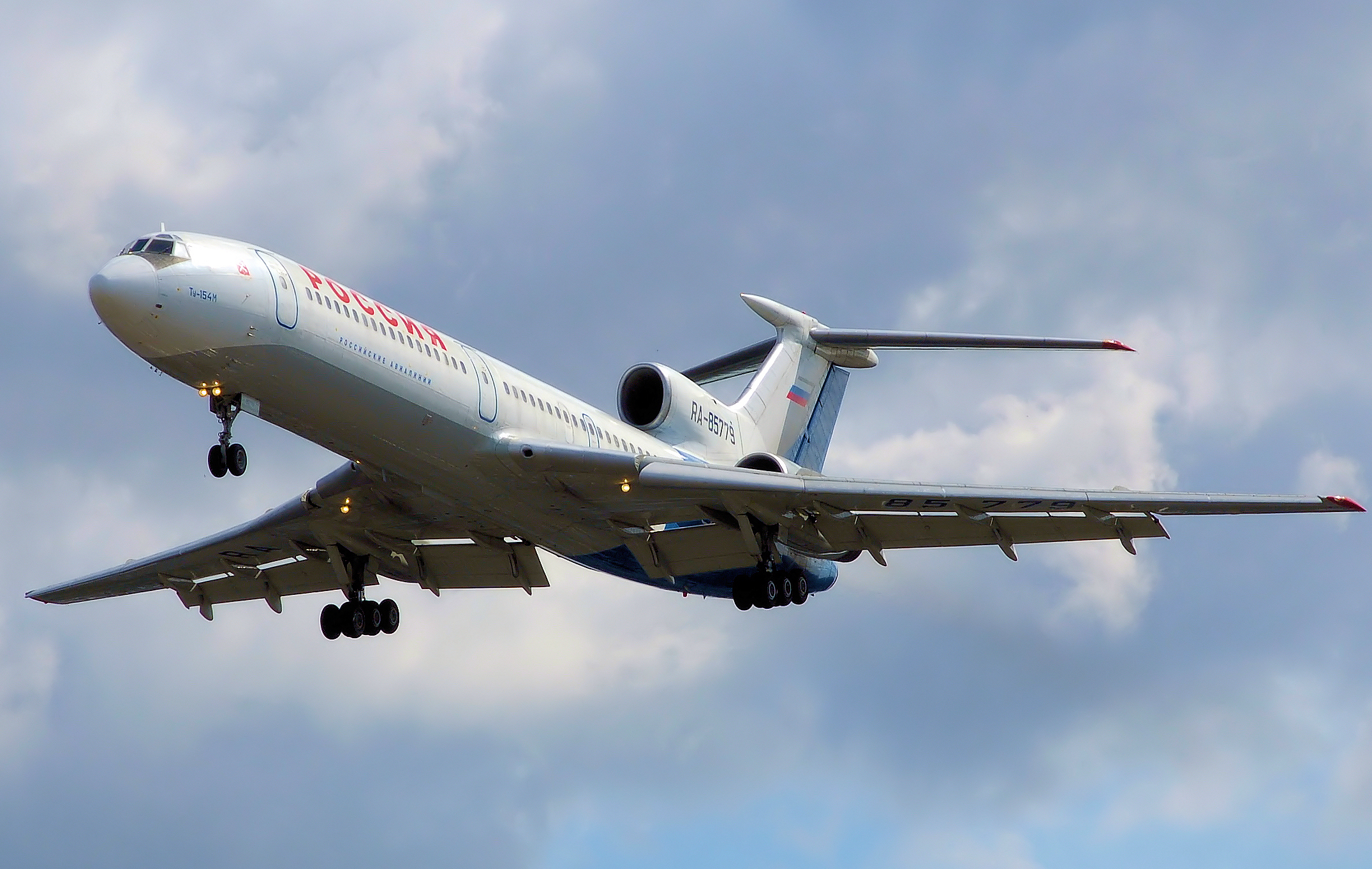
هواپیمای توپولف-۱۵۴

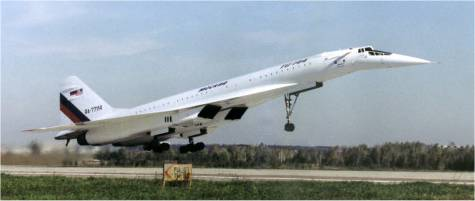
هواپیمای توپولف-۱۴۴ برادرخواندهٔ روسی کنکورد

توپولِف (به روسی: Туполев) شرکت صنایع هوافضایی و صنایع جنگ‌افزاری روسی است، که در زمینه طراحی، توسعهٔ فناوری و تولید انواع هواگردها، تجهیزات هوافضا و ادوات جنگ‌افزاری فعالیت می‌کند و اکنون زیرمجموعه یونایتد ایرکرفت کورپوریشن می‌باشد. شرکت توپولف در سال ۱۹۲۲ توسط مهندس مکانیک پرواز روسی؛ آندره توپولِف به‌عنوان یک دفتر طراحی تجربی، تأسیس شد.
شرکت توپولف در سال ۲۰۰۶ با شرکت‌های ایلیوشین، سوخو، میگ، یاکوولف، ایرکوت، تاپو و برییف ادغام و یونایتد ایرکرفت کورپوریشن تأسیس گردید. از تولیدات شرکت توپولف می‌توان به: توپولف-۲۰۴، توپولف تو-۲، توپولف اس‌بی، توپولف تو-۱۶۰ و توپولف تو-۳۳۴ اشاره کرد.

## تولیدات فعلی
- توپولف-۱۴۴
- توپولف-۱۵۴
- توپولف-۱۶۰
- توپولف-۲۰۴
- توپولف-۳۳۴

## توپولف در ایران
استفاده از هواپیمای مدل توپولف-۱۵۴، پس از انقلاب ۱۳۵۷ در خطوط هواپیمایی ایران رایج بود، اما پس از وقوع چندین حادثه برای هواپیماهای توپولف، سرانجام در ۱ اسفند ۱۳۸۸ طی بخشنامه‌ای، استفاده از هواپیماهای توپولف در خطوط هوایی ایران ممنوع اعلام شد. مهم‌ترین عامل ممنوعیت استفاده از توپولوف ۱۵۴ در ایران پرواز شماره ۷۹۰۸ هواپیمایی کاسپین در ظهر روز چهارشنبه ۲۴ تیر ۱۳۸۸ بود، که در جریان این پرواز یک فروند هواپیمای مسافربری از نوع توپولف تی‌یو-۱۵۴، متعلق به شرکت هواپیمایی کاسپین که عازم ارمنستان بود، دقایقی پس از بلند شدن از فرودگاه امام خمینی تهران، در ۱۲ کیلومتری جنوب قزوین سقوط کرد، که منجر به کشته شدن تمامی ۱۶۹ سرنشین (مسافر و خدمه) این هواپیما شد.